# TOI-1807 b
TOI-1807 b è un pianeta extrasolare in orbita attorno alla stella BD+39 2643 (o TOI-1807), a circa 139 anni luce di distanza dal sistema solare, nella costellazione del Cani da Caccia. È stato scoperto nel 2021 con il metodo del transito tramite il telescopio spaziale TESS della NASA (TOI, sta per TESS Objects of Interest).

## Stella madre
TOI-1807 è una giovane stella con un'età stimata di 300±80 milioni di anni. Si tratta di una nana arancione di tipo spettrale K3V avente una temperatura superficiale di circa 4830±30 K, una massa del 76% di quella del Sole e un raggio di 0,69 R⊙. La sua giovane età è confermata anche dal breve periodo di rotazione, di soli 8,8 giorni, molto più breve del periodo di rotazione del Sole, che è di circa 25 giorni (le stelle rallentano la loro rotazione col passare del tempo). L'abbondanza di metalli, chiamata metallicità, è leggermente inferiore a quella del Sole, essendo del 91% mentre la sua luminosità è di circa un quinto della luminosità solare.

## Caratteristiche
Il pianeta, avente un'età stimata di 300 milioni di anni, orbita attorno alla propria stella in sole 13 ore, risultando il pianeta più giovane con periodo orbitale così breve ad oggi noto.
Leggermente più grande della Terra, ha una raggio 1,37 volte quello terrestre, e con una densità simile a quella della Terra (5,5 g/cm³) la sua massa risulta essere di 2,57 M⊕. Gli astronomi suggeriscono che il pianeta sia composto dal 25 al 50% da ferro, e che a quella distanza dalla stella abbia completamente perso la sua atmosfera per fotoevaporazione. Nonostante la minor luminosità della stella madre infatti, la radiazione che colpisce il pianeta a quella distanza (1,2 milioni di chilometri) è 1600 volte quella che la Terra riceve dal Sole.